# Kaven, Ljusdals kommun
Kaven är ett område i Ljusdals kommun, Gävleborgs län. Det ligger strax norr om Ljusdal vid Kolsvedjaberget.